# Petro (token)
El Petro (símbolo: ₽; abreviatura: PTR) fue una criptomoneda venezolana basada en la tecnología de cadena de bloques y según leyes aprobadas por el gobierno de Nicolás Maduro en ese sentido, siendo la primera criptomoneda creada por un gobierno y primera en América Latina que fracasó al cabo de dos años. Respaldado por las reservas de varios recursos naturales de Venezuela como petróleo, oro, diamantes, coltan y gas.El gobierno anunció que cada petro estaría respaldado por un barril de petróleo de la cesta de crudo venezolano, por lo que, cada unidad de Petro tendría como respaldo físico, un contrato compra-venta por un (01) barril de petróleo de la cesta de crudo venezolano o cualquier commodities que decida la Nación.
Actualmente no se encuentran disponibles dicha criptomoneda y su cadena de bloques debido al caso de corrupción PDVSA-Cripto, quedando fuera de circulación para comienzos del año 2024.

## Historia
El 3 de marzo de 2009 el presidente de Venezuela, Hugo Chávez, durante una gira por Medio Oriente y Asia para incrementar los precios del petróleo, planteó la idea de crear una moneda internacional denominada petro, y que estuviera respaldada principalmente por las reservas petroleras de algunos países del mundo miembros de la OPEP, y criticó la ruptura de Estados Unidos con respecto al patrón oro. En abril de 2016 fue emitida una criptomoneda respaldada en oro: DigixDAO. En septiembre de 2017, Wilmar Castro Soteldo, ministro de Agricultura y Tierras de Venezuela, apoyó la creación de monedas digitales estatales que se basaran en el patrón oro o en otros recursos de los diversos países del mundo para "preservar la integridad de la humanidad", rescatar la economía venezolana y acabar con la hegemonía del dólar estadounidense.
Dante Rafael Rivas Quijada, miembro integrante del Comité de Subastas de Divisas del DICOM, el 27 de septiembre de 2017 recibe, por medio de su cuenta en Twitter, una propuesta de parte de José Ángel Álvarez Mayora, Presidente de la Asociación Nacional de Criptomonedas, de realizar una subasta de divisa en criptomonedas. Dicha propuesta pública databa del 31 de agosto de 2017, y a partir de esa conversación digital queda establecido el 4 de octubre de 2017 para dictar el Simposio "Intensivo de criptomonedas" el cual fue moderado por José Ángel Álvarez Mayora en las instalaciones del BCV. El simposio contó con la participación de  Ángel Salazar CEO de Onixcon; Gabriel Jiménez director ejecutivo de TheSocialUS; Jaime Sandoval y Carlos López. En este foro José Ángel Álvarez presenta formalmente su iniciativa de que el estado cree marco legal de las criptomonedas, se cree una ICO por parte de PDVSA; finalizó el evento con el vídeo de Hugo Chávez Frías donde declara a la prensa por primera vez, el 30 de marzo de 2009, sobre su idea de la moneda el Petro.
La primera mención del “Petro” dentro de la legislación nacional venezolana la podemos encontrar en el “Decreto 3.196, mediante el cual se autoriza la creación de la Superintendencia de los Criptoactivos y actividades conexas Venezolana”, publicado en Gaceta Oficial venezolana número 6346 con fecha de 8 de diciembre de 2017.
Para el 5 de marzo de 2022, cotizaba en 253 bolívares, un equivalente aproximado de 57.98 dólares estadounidenses, ajustado al precio del barril de petróleo venezolano ubicado en Suramérica.

### Cronología
- En febrero de 2016 el Banco Central de Venezuela anuncia la caída de las Reservas Internacionales ubicándose en 13.501 millones de dólares, tras la cancelación de la deuda externa en Bonos Global 2016 por 1.543 millones de dólares.[24] En mayo la crisis financiera que Venezuela trae desde 2015 ha obligado a la mayor venta de oro para poder cumplir con sus compromisos informó el Consejo Mundial del Oro, las reservas de oro bajaron a 245 toneladas.[25]
- El 14 de julio de 2016 el Citibank decidió suspender el servicio de las cuentas del gobierno así como algunas cuentas personales relacionadas con el gobierno, mientras el presidente Maduro acusó al banco y al gobierno de Estados Unidos de un bloqueo financiero, la decisión fue tomada de acuerdo al resultado de un análisis de la gestión de riesgo en vista de la caída de las reservas de Venezuela, la dificultad de honrar su deuda externa y el origen no muy claras de sus transacciones financieras, se hace mención que el Banco Central de Venezuela y el Banco de Venezuela tienen un plazo 30 días para cambiar sus cuentas a otra entidad financiera[26]
- El 3 de diciembre del 2017 el presidente Nicolás Maduro anunció la creación de la moneda después de que durante más de un año, venían cincuenta venezolanos trabajando sobre el asunto.[3][27][28][29] A la par del anuncio de la nueva moneda digital también informó acerca de la creación formal del Observatorio Blockchain de Venezuela, adscrito al Ministerio de Educación Universitaria, Ciencia y Tecnología,[4] la cual sería la base institucional, política y jurídica y se encargaría del registro de las transacciones digitales.[30]

- En la Gaceta Oficial de Venezuela N.º 41.296, de fecha 8 de diciembre de 2017 fue establecida la creación de la Superintendencia de la Criptomoneda y Actividades Conexas, que controlará y vigilará el comportamiento y evolución del petro.[31] Para la primera emisión del petro se cuenta con un respaldo de 267 mil millones de dólares.[32] Su entrada en el mercado será a través de Superintendencia de los Criptoactivos y Actividades Conexas por medio de una subasta inicial o asignación directa.[33]
- El 5 de enero de 2018, Nicolás Maduro anunció la emisión de cien millones de petros e informó que el 14 de enero se presentará su libro blanco.[34][35] Carlos Vargas, superintendente del petro, aseguró que se realizarán ventas progresivas.[36] También aseguró que es una moneda preminada parcialmente, así que siguientes emisiones sí serán minables.[37]

- El 9 de enero de 2018 la Asamblea Nacional debatió sobre el petro, declarando nula la primera y próxima emisión de la criptomoneda.[38][39][40] El diputado Alfonso Marquina aseguró: «el petro no es una criptomoneda. Representa un contrato de compra/venta a futuro cuyo activo subyacente es un barril de petróleo.[41] Mañana la AN declarará nula su emisión por lo tanto no sería exigible a la república.»[42]

- El 12 de enero de 2018 Nicolás Maduro propuso el uso del petro en los países miembros del ALBA y de Petrocaribe como "medida de integración económica".[43]
- El 16 de enero de 2018 el Departamento del Tesoro de los Estados Unidos advirtió a los inversores estadounidenses que el uso del petro podría ocasionarles problemas legales.[44] El 29 de enero, el presidente de la Asociación Nacional de Criptomonedas (ASONACRIP), José Ángel Álvarez, declaró que el Departamento de Tesoro de Estados Unidos intenta politizar tema del petro.[45] Álvarez también expuso el tema de las granjas para minar el petro en los liceos de toda Venezuela mediante micro cursos de 4 meses para formar jóvenes de 18 a 20 años como "obreros digitales".

- El 30 de enero de 2018, en Consejo de Ministros N.º 311, el ejecutivo nacional anunció la publicación del libro blanco que contiene las condiciones y funciones de la criptomoneda. Junto con este anuncio también se informó acerca del nuevo dominio web oficial: «www.elpetro.gob.ve» (actualmente https://www.petro.gob.ve/ Archivado el 1 de mayo de 2019 en Wayback Machine.

- El 1 de febrero de 2018 entró en línea la nueva página web de la Superintendencia de los Criptoactivos y Actividades Conexas Venezolanas (Supcriptove) con el dominio web «www.supcriptove.gob.ve».[46][47][48] Así mismo, teniendo en cuenta que en el Libro Blanco publicado en línea,[49][50] Específica claramente que el petro será usado como medio de intercambio para adquirir bienes o servicios, dinero fiduciario y otros criptoactivos,[51] se anunció también que el gobierno nacional lo aceptará como forma de contribuciones, pago de impuestos y tasas según el precio del barril de petróleo de la cesta venezolana del día inmediatamente anterior.[52]
- El 20 de febrero de 2018 se hizo la publicación oficial del Manual del Comprador, en su versión Beta 5.1.[53] Asimismo se anunció la apertura del proceso de adquisición de Petros.[54] Por otra parte la Nem Foundation,[55] a través de un mensaje en su cuenta oficial en Twitter,[56] declara que están abiertos a todas las organizaciones e individuos que deseen hacer uso de su Blockchain y confirman que el gobierno venezolano tiene la intención de utilizar su tecnología. Adicionalmente dejan claro que se abstienen de cualquier apoyo político, solo apoyo tecnológico.
- El 22 de febrero de 2018 el presidente Maduro informa de la recaudación de 735 millones US$ por medio de El Petro y aprovecha la oportunidad de anunciar una nueva criptomoneda respaldada en oro: el "Petro Oro".[57]
- El 19 de marzo de 2018 la Casa Blanca, por medio de una orden ejecutiva,  prohibió a ciudadanos estadounidenses o personas en su territorio la adquisición o negociación de cualquier moneda digital o activo digital emitido por el Gobierno de Venezuela.[58] La medida entró en vigencia, de manera retroactiva, desde el 9 de enero de 2018.[59]
- El 20 de marzo de 2018 antiguos miembros del poder judicial agrupados en el Tribunal Supremo de Justicia en el exterior decidieron anular el decreto número 3.196, en el que se acuerda la creación de la criptomoneda.[60]
- El 22 de marzo de 2018 el presidente Maduro emitió declaraciones financieras: el Petro recibió 220 927 intenciones de compra por más de 5 millardos de dólares estadounidenses.[61]
- El 27 de marzo de 2018 la casa de cambio Bitfinex, para evitar sanciones del gobierno estadounidense, declinó el hacer negocios ni a presente ni a futuro con el PTR.[62]
- El 9 de abril en Gaceta Oficial (ejemplar) Extraordinario N.º 6.370 comenzó a regir el «Decreto Constituyente sobre criptoactivos y la criptomoneda soberana Petro» con el cual se reconoce legalmente no solo El Petro sino cualquier otro criptoactivo.[63][64] Al respecto en el artículo 10 se abre la posibilidad para que cualquier persona natural o jurídica, pública o privada que pretenda crear su propia criptomoneda deberá hacer público un Libro Blanco que explique las condiciones de funcionamiento y con qué es respaldado.[65] En ese mismo artículo especifica que el Ejecutivo Nacional será el encargado de publicar el Libro Blanco de El Petro. En el artículo 3 se faculta todas las competencias sobre la regulación y uso de criptoactivos al Ejecutivo Nacional, además de definir legalmente el término "exhange" y "billeteras virtuales".[66][67] El artículo 6 crea la Superintendencia de la Criptomoneda y Actividades Conexas Venezolana y el artículo 7 la Tesorería de Críptoactivos.[68][69] Un Sistema de Registro es establecido en el artículo 8 para los mineros virtuales y todo aquel que intervenga en la intermediación virtual.[70] Los entes del Estado deberán adecuar sus procesos burocráticos para aceptar los criptoactivos a partir del 9 de agosto de 2018,[71] sin embargo el artículo 2 exige que debe ser acatado lo más pronto posible debido al veloz desarrollo de la tecnología.[72] Se delega en el Ejecutivo Nacional todo la normativa y control de los criptoactivos habidos y por haber en Venezuela.[66] El artículo 5 está dedicado, brevemente, a describir y normar el origen y funcionamiento de El Petro.[73]

- El 4 de julio de 2018 un grupo de catedráticos de la Universidad de Carabobo advirtieron en el II Congreso Internacional de Investigación e Innovación Faces 2018 que la criptoeconomía tendrá futuro en Venezuela si se presta atención legal al tema de la recaudación tributaria.[74]

- El 25 de julio de 2018 fue pospuesta, de nuevo, la Reconversión Monetaria para instaurar el "bolívar soberano" y además se informó que la nueva moneda estará "anclado al Petro".[75][76][77] Tal medida entrará en vigencia a partir del 20 de agosto de 2018.

- El 14 de agosto de 2018 el presidente de la República, en reunión con el gabinete económico, anunció que a partir del 20 de agosto de 2018 el Petro será la segunda unidad contable de la nación.[78]

- El 24 de agosto de 2018 la SUDEBAN instruyó a los bancos a manejar el Petro como unidad de cuenta iniciando con un valor de referencia equivalente a B/ 3600[79][80]

- El 21 de septiembre de 2018 más de quince casas de intercambio de criptomonedas en Venezuela recibieron los lineamientos necesarios para que a partir del 1° de octubre de 2018 el Petro comience a funcionar como moneda de intercambio internacional.[81] sin embargo hasta enero de 2020 nadie ha visto activado movimiento bursátil de un petro.

- El 1° de octubre de 2018 fue anunciada la venta de petros con Bolívares Soberanos a partir del 5 de noviembre de 2018.[82][83]
- Para ser aprobada como Ley Constitucional fue remitida el 1° de octubre de 2018 a la Asamblea Nacional Constituyente el proyecto de ley sobre el Sistema Integral de Criptoactivos.[84]

- El 15 de octubre de 2018 fueron presupuestados 20 millones de Petros para la creación del Fondo para el Desarrollo de Regiones Productivas.[85]

- Desde el 5 de noviembre de 2018 la Plataforma Patria permite el ahorro en Petros.[86] Para la Primera Convocatoria del Plan de Ahorro en Petros fueron destinados cuatro millones de Petros.[87] Hasta el 31 de diciembre de 2018 será posible transferir, para quien así lo desee, dichos ahorros a la Billetera Digital en Petros.[88]

- El 29 de noviembre de 2018 durante el anuncio de aumento de salario toma la decisión de aumentar el valor del petro como unidad de cuenta de Bs/ 3600 a Bs/ 9000[89] para continuar como referencia del valor del salario mínimo.

- El 6 de diciembre de 2018, reunidos en Rusia el presidente Nicolás Maduro y el presidente Vladímir Putin, se anunció la futura venta progresiva del crudo venezolano en Petros.[90]

- El 10 de diciembre de 2018 más de 4 millones 300 mil pensionados recibieron el tercer mes de aguinaldo en Petro, el cual puede ser cambiado en bolívares, en otras divisas o conservado como ahorro en la Plataforma Patria.[91]

- El 14 de enero de 2019 el gobierno anuncia un nuevo aumento de salario mínimo, de Bs. 4 500  a Bs. 18 000, el salario mínimo se calcula basándose en "medio petro" que es el equivalente en ese momento a 36 000 bolívares[92] el valor del petro tomó valor después de dos meses que se elevó de 9 000 a 36 000 bolívares,[93] el gobierno busca incentivar el ahorro en petros como una forma de inversión. Sin embargo.

- El 10 de mayo de 2019 el petro se valoriza en Bs/ 80 000[94]

- Para el 1 de agosto de 2019, continua la Tasas Informativas del Sistema Bancario del Banco central informando que 1 Petro equivale a 80 000   bolívares, el sueldo mínimo equivale a ½ Petro y el valor de 1 dólar dado por el BCV equivale a 12,600   bolívares, quienes invirtieron en Petros hace tres meses (mayo de 2019) hoy perdieron el 90% de su capital.[95][96] Esta situación genera una distorsión de la existencia de dos valores diferentes para el petro desde noviembre de 2018 que se tiene un petro para el salario mínimo y un petro para operaciones de inversión lo cual antecede a lo ocurrido por el BCV en septiembre próximo[97]

- En septiembre de 2019 el BCV dejó de informar el tipo de cambio del Petro en su página oficial[98] como unidad de cuenta.[99] Lo que generó una incertidumbre entre quienes eran poseedores de petros en la plataforma Patria.

- El 20 de noviembre de 2019 Nicolás Maduro entrega mediante gaceta oficial un certificado como respaldo de 30 millones de barriles líquido para respaldar el criptoactivo del petro.[100]

- El 18 de diciembre  de 2019 se dio inicio a la entrega del llamado petro-aguinaldo.[101]

- El 23 de diciembre queda suspendido temporalmente la cancelación del petro que fueron entregados por el gobierno como regalo sin tener un respaldo monetario en perjuicio de los comercios.[102] Según opinión del economista Víctor Álvares el ingreso petro en la economía venezolana como una medida anti-inflacionaria durante los últimos diez días de diciembre de 2019 y como un ensayo, generó la emisión de bolívares sin un respaldo, originando que el bolívar se devaluara en un 60% aproximadamente durante diciembre, y que tuvo que ser suspendido el sábado 4 de enero, luego de más de 2 585,755 operaciones a través de la plataforma bio-pago realizado en 7,422 negocios, el experimento produjo un nuevo proceso inflacionario al no estar eficientemente planificado. Todo indica a desaparecer el bolívar como moneda y hacer ver al Petro como una nueva moneda nacional se están dando las condiciones para pagar en ciertas entidades públicas como puertos, aeropuertos, registros y notarías así como la venta de gasolina para aeronaves en petros de acuerdo al decreto N.º 4096. El gobierno busca captar los petros distribuidos durante diciembre que perjudicó el valor del Bolívar.[103][104]

- El 14 de enero Nicolás Maduro ordena la venta de 4.5 millones de barriles de petróleo en petros.[105]
- El 23 de enero de 2020 los comerciantes de Zulia que llevan 20 días sin poder cambiar los petros, a través de la Cámara de Comercio de Maracaibo exigieron la liquidación de sus ventas en petros en un volumen aproximado a 11 billones de bolívares equivalente a unos 145 millones de dólares[106] que fueron entregados por el gobierno como regalo sin tener un respaldo monetario en perjuicio de los comercios.[102]

- El 18 de marzo de 2023 detienen a jefe de la Superintendencia Nacional de Criptoactivo y Actividades Conexas (SUNACRIP) Joselit Ramírez incurso en hechos de corrupción, y la administración de Maduro  ordenó la reestructuración de la SUNACRIP. Se da inicio al Caso PDVSA-Cripto[107]
- 24 de marzo de 2023 suspenden operaciones por seis meses prorrogables de las corredoras de criptomonedas en el país mientras se reestructura la SUNACRIP de acuerdo a Decreto Presidencial número 4.788, publicado en Gaceta Oficial Extraordinaria número 6.739.[108] Igualmente, los «mineros digitales de todo el país, registrados ante el organismo, también han sido apagados». En la misma gaceta se oficializa la junta reestructuradora del organismo, la cual será presidida por Anabel Pereira Fernández y otros directores principales: Héctor Andrés Obregón Pérez, Julio César Mora Sánchez, Román Daniel Maniglia Darwich y Larry Daniel Davoe Márquez.[109][110]
- A partir del 15 de enero de 2024, la criptomoneda salió de circulación al ser suspendida debido al caso PDVSA-Cripto en el cual se intervino a la Superintendencia Nacional de Criptoactivos (Sunacrip) en marzo de 2023 por la desviación del pago de las exportaciones de petróleo en criptoactivos presuntamente equivalentes a US $21.190.000.000, por lo que el valor dicha criptomoneda en manos de sus usuarios fue convertido a bolívares y se suspendió cualquier tipo de actividad relacionada con esta. La migración de sus fondos en petro al Monedero Patria, La decisión se tomó “para concentrar los recursos tecnológicos (del gobierno) en los monederos de bolívar digital y petro”, advirtió en un comunicado en diciembre la plataforma.[111][112]

### Preventa

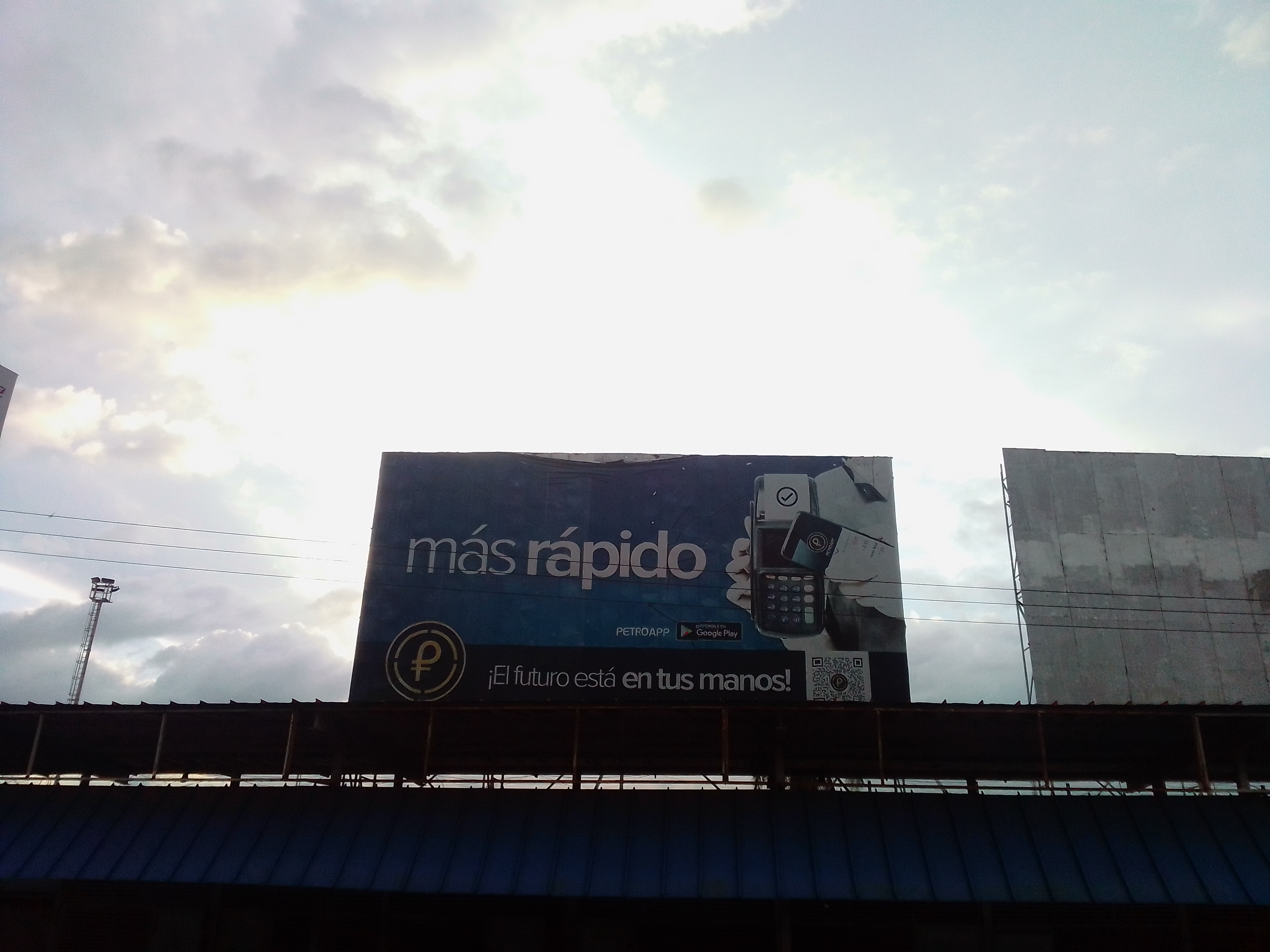
Valla publicitaria del petro

La preventa del petro comenzó el 20 de febrero de 2018 a las 08:30 a. m. (hora de Venezuela, -04:00 GMT) con 38 400 000 tokens disponibles con un valor de referencia de 60,00 USD, el cual es el precio del barril de la cesta venezolana en la segunda semana de enero de 2018. El cierre de la preventa finalizó el 19 de marzo de 2018 a las 23:59:59 p. m. (hora de Venezuela, -04:00 GMT).
A pesar de que su fecha de lanzamiento fue el 20 de febrero de 2018 y que el presidente Nicolás Maduro anunciara que había compras en Petro por más de 3 300 millones de dólares, al 30 de agosto de 2018 no se había encontrado evidencia de que alguna entidad haya emitido algún Petro, ni que se hubiera negociado activamente.

### Oferta inicial
La oferta inicial comenzó el 20 de marzo de 2018 a las 08:30 a. m. (hora de Venezuela, -04:00 GMT) con 44.000.000 petros disponibles a la venta con un precio de venta de referencia de 60 USD, la venta de la oferta inicial cerraría hasta agotarse los petros de la emisión inicial.

### Dos Precios del Petro distintos en agosto de 2019
Para el 21 de agosto de 2018 su valor fue de 52,43 euros por petro y a casi un año el 7 de agosto de  2019  su valor es de 53.60 Euros según referencias del BCV. Aquellos que compraron petros usando euros han tenido una ganancia de un poco más del 2% en esta divisa, sin embargo si la adquisición se hizo en dólares estadounidenses el precio se ha mantenido estable según los datos del BCV. Los que usaron la plataforma patria para participar en el plan de ahorro en petros a partir del 5 de noviembre de 2018 con un precio fluctuante inicial de 3.600 bolívares, al 7 de agosto de 2019 que el petro supera los 700.000 bolívares han evitado tener pérdidas superiores al 99.5% en sus ahorros debido a la depreciación del bolívar soberano.[cita requerida] Dentro del glosario de términos que usa el  Banco Central de Venezuela  no determina que es el Petro que hasta antes del mes de agosto indicaba el tipo de cambio, la pregunta es qué pasó con el Petro y cual es su verdadero valor. El economista y académico de la Universidad Metropolitana Luis Oliveros autor de muchos artículos económicos comentó:"el Petro como unidad contable no existe. Fue algo que nunca existió. Fue un intento de algo del gobierno y como casi siempre, no funcionó."

## Contexto

### Contexto legal
La Ley Orgánica de Hidrocarburos vigente, en su artículo 9, especifica que las actividades primarias (exploración, extracción, recolección, transporte y almacenamiento iniciales -todo esto en territorio venezolano, incluidas las obras que sean requeridas-) están reservadas al Estado, todo de acuerdo al artículo 302 de la Constitución Nacional vigente. De acuerdo al artículo 8 (Capítulo II, Sección II) el "Ministerio de Energía y Minas", como se denominaba este ente al momento de la promulgación de la ley, tiene la competencia en todo lo correspondiente y relacionado con la administración de hidrocarburos, incluidos los contratos de venta a futuro de petróleo, considerado un commodity a nivel mundial por todos los países y reinos.
Sin embargo, la propiedad en sí misma de los yacimientos petroleros no se pueden incluir en dichas ventas a futuro y están expresamente prohibidas por el artículo 3 de la ley citada:

"DE LA PROPIEDAD DE LOS YACIMIENTOS
 Artículo 3: Los yacimientos de hidrocarburos existentes en el territorio nacional, cualquiera que sea su naturaleza, incluidos aquellos que se encuentren bajo el lecho del mar territorial, en la plataforma continental, en la zona económica exclusiva y dentro de las fronteras nacionales, pertenecen a la República y son bienes del dominio público, por lo tanto inalienables e imprescriptibles."

La República Bolivariana de Venezuela, de acuerdo a su constitución y sus leyes, es dueña y soberana de extraer, comerciar hoy y también a futuro -siempre según normas de la OMC de la cual Venezuela es miembro pleno desde 1995-, y exportar todos sus hidrocarburos según sea conveniente a sus intereses, haciendo la salvedad que el territorio, obras e ingenios (todo lo que no sea hidrocarburo) que son de expresa prohibición en su enajenación tanto a presente como en el tiempo por venir.
Cimentando jurisprudencia, el 1 de noviembre de 2018 el Tribunal Supremo de Justicia de Venezuela emitió una sentencia que acuerda el pago por indemnización en Petros a fin de proteger el valor cuando finalmente se cancele y extinga dicha deuda.

### No se puede minar
La minería del Petro solo es legalmente posible por parte del Estado venezolano, así lo anunció el presidente de Venezuela, Nicolás Maduro, procurando de esta forma asegurar el manejo de un precio estable, para evitar las especulaciones y fluctuaciónes repentinas en los precios de esta criptomoneda.[cita requerida]

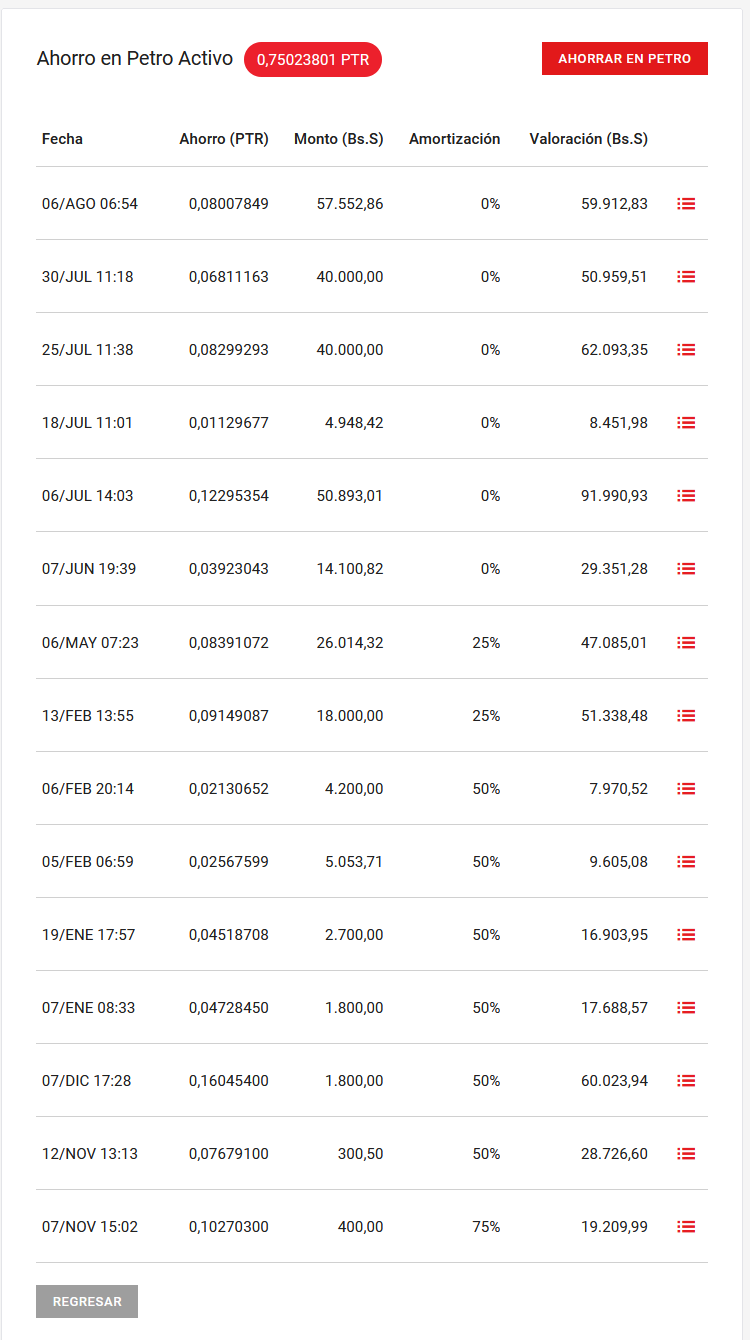
Plan de Ahorro en Petros al 07/08/19

### Contexto social
Actualmente Venezuela se encuentra en una crisis polivalente en la que se presencia la escasez de alimentos, fármacos, dinero en efectivo, inseguridad ciudadana, baja producción interna, entre otros y se encuentra bajo una hiperinflación de más del 1000%. El gobierno venezolano defiende esta moneda para mejorar la economía del país y evadir las sanciones del gobierno de Estados Unidos, incluyendo la restricción de transacciones con títulos de deuda y acciones emitidos tanto por el gobierno venezolano como por Petróleos de Venezuela (PDVSA), la compañía estatal Petrolera del país.
El crecimiento que han tenido varias criptomonedas, haciendo uso de código abierto, ha marcado el camino para la digitalización de activos. Estos sistemas utilizan una tecnología que no requiere intervención humana para su funcionamiento, pero puede ser actualizada o mejorada durante su ciclo de vida. El gobierno venezolano vio una oportunidad para iniciar un financiamiento de la economía basado en recursos naturales no explotados, manteniendo su fuerte control sobre todos los elementos que interactúan económicamente.
El presidente Nicolás Maduro instruyó a crear "granjas de criptomonedas", incluso en cárceles venezolanas. Igualmente llamó a los jóvenes venezolanos conocedores de criptomonedas para que participaran en las granjas de minería en articulación con el programa estatal Chamba Juvenil. El Estado venezolano creó el Registro Único de Minería Digital con el cual se quiere saber "quiénes son, dónde están y qué equipos están utilizando" los mineros venezolanos. Aquellos mineros que no se registren sufrirán consecuencias legales. La empresa portuguesa JP Sa Couto podría trabajar en el desarrollo del software para las equipos de minería de los petros. Cada poseedor de petros tendrá su propia billetera virtual que estará bajo su absoluta responsabilidad tanto en el manejo como la custodia.
A diferencia del proceso de introducción de la moneda digital estatal rusa donde serán ilegalizadas otras criptomonedas, en Venezuela se busca controlar y hacer tributar la actividad de minería de criptomonedas, después de que el Estado venezolano persiguiera a diversos mineros en Venezuela. Sin embargo, Carlos Vargas, el superintendente del petro, reconoció que funcionarios estatales extorsionaron e incautaron ilegalmente equipos electrónicos a mineros y que deben comunicarse por las redes sociales de la superintendencia de la criptomoneda para su devolución.
Una diferencia importante con respecto a otras monedas digitales es el respaldo de riquezas naturales a gran escala a manos de un Estado. Los inversores no tienen necesidad de comprar y almacenar los recursos naturales directamente, que representa un costo elevado de traslado físico, los costos de intermediarios se reducen con una moneda digital que reduce costos de transferencias y comisiones tendientes a cero, y se democratiza los movimientos financieros con la reducción de costos Las casas de cambio nacionales permitirán cambiar petros por su equivalente en otras criptomonedas o en bolívares, mientras que las casas de cambio internacionales no solo permitirán cambiar por otras criptomonedas sino también por distintos tipos de dinero fiduciario.

## Críticas
Varios dirigentes de la oposición han criticado a la moneda digital. El parlamentario Juan Guaidó calificó al petro como una “guiso-moneda” (sic) que tiene como objetivo distraer a la población venezolana en medio de la crisis que atraviesa el país. José Guerra, presidente de la comisión de Finanzas de la Asamblea Nacional, expresó:“¿Cómo es eso de una criptomoneda usando las reservas Petroleras como garantía si estas no se pueden enajenar? Arranca mal la Petromoneda”. El 9 de enero de 2018 la Asamblea Nacional debatió sobre el petro y declaró nula la primera y próxima emisión de la criptomoneda. El diputado Alfonso Marquina aseguró: «El petro no es una criptomoneda. Representa un contrato de compra/venta a futuro cuyo activo subyacente es un barril de petróleo. Mañana la AN declarará nula su emisión por lo tanto no sería exigible a la República.»
Omar Vázquez Heredia afirmó que el petro es “neoliberal, extractivista (sic) y entreguista” ya que representa según él una “privatización de facto” y negó que se tratara de una criptomoneda ya que es gestionada por un Estado. Por otra parte, Carlos Hermoso, secretario general del partido Bandera Roja, cree que es posible que el petro ayude a la economía del país sobre todo considerando lo económico de la energía en el país para la minería virtual; sin embargo, desde una teoría del valor-trabajo afirmó que las monedas virtuales no necesitan respaldo material ya que el mismo trabajo de minado les proporciona valor en sí y que el petro hasta el momento ha servido como “pote de humo”.
Sean Walsh, de Redwood City Ventures, una firma de inversión en cadena de bloques y bitcoins expresó que "si una administración tiene un historial de trato injusto hacia la población, entonces usar una palabra de moda como ‘criptomoneda’ no va a cambiar ese conducta". Marshall Swatt, fundador de Coinsetter, asegura que en Venezuela no hay un sistema legal estable y por ello no existirían auténticas garantías. Yazan Barghuthi de Jibrel Network criticó la falta de credibilidad pero por ser un país donde la moneda oficial, el bolívar, se "desplomó". El economista venezolano Luis Vicente León aseguró que para que el gobierno recupere la confianza para poder implementar el petro se requiere un "cambio severo en su modelo económico". El economista venezolano Ricardo Haussman aseguró que tanto la emisión como el uso de fondos debe ser aprobada por la Asamblea Nacional de Venezuela.
El economista de la organización Ecoanalítica Jean Paul Leidenz opina que la decisión de formar su propia blockchain, a diferencia de otras criptomonedas, podría infundir desconfianza entre los posibles inversionistas. El primer white paper fue firmado por el presidente Maduro el 30 de enero de 2018, el cual contenía el uso de tecnología Ethereum y el primer día de ventas, 20 de febrero, cambiaron la tecnología de blockchain a NEM.  El motivo de la creación de esta criptomoneda haya sido para evitar sanciones estodounidenses en vez de buscar las libertades económicas del pueblo venezolano que tiene que lidiar con control cambiario.
Si bien el gobierno venezolano no es apoyado por el gobierno estadounidense, el gobierno de Maduro no ha mencionado la posibilidad de vender petróleo usando el petro en vez de dólares y así apartarse del sistema de petrodólares que solo beneficia al gobierno estadounidense, haciendo al mundo comprar petróleo con un papel que no tiene respaldo (el dólar estadounidense).
El 19 de marzo de 2018, el presidente estadounidense Donald Trump firmó una orden que impide a los ciudadanos norteamericanos y a las personas dentro del territorio de los Estados Unidos, a realizar transacciones con cualquier tipo de moneda digital emitida por, para o en nombre del gobierno de Venezuela. La Orden Ejecutiva de Trump hace referencia al petro y prohíbe todas las transacciones relacionadas con la misma a partir del 9 de enero de 2018.
El petro venezolano ha sido catalogado como estafa por parte del sitio ICOindex, y el intercambio Bitfinex ha negado tener intenciones de negociar tanto con el petro como cualquier criptomoneda venezolana.

## Alerta de lavado de activos
Un informe publicado por la casa de cambio chilena Latin American Money Spa indican que el presidente venezolano, Nicolás Maduro, hizo uso del lanzamiento de la criptomoneda impulsada por su gobierno, el Petro, para obtener capital de dudosa procedencia.
De acuerdo con información presentada en el reporte, tras el lanzamiento de la criptomoneda el día 20 de febrero de 2018, Maduro indicó que recaudaron un total de USD $735 millones. Posteriormente indicó que la recaudación superó los USD 1.000 millones y para el mes de abril de ese año aseguró que la criptomoneda recolectó un total de USD $3.338 millones durante su campaña de preventa. La casa de cambio Latin American Money Spa realizó una investigación cuyos resultados son preocupantes: alerta que es muy posible que el régimen de Nicolás Maduro haya utilizado el lanzamiento de la criptomoneda petro para inyectar a la economía venezolana fondos cuyo origen es desconocido.
En la investigación realizada, Latin American Money Spa señala al menos ocho indicios de presunto lavado de dinero:
1. Incumplimiento de la propuesta económica
2. Manipulación y engaño para fortalecer el Petro
3. Anuncio de una empresa fantasma (Aerotrading)
4. Cambios en los basamentos tecnológicos sin previo aviso
5. Aprobación anticonstitucional y falso respaldo económico
6. Malversación de fondos en las campañas de preventa
7. Manipulación comercial
8. Imposición del criptoactivo en la economía local

Tipologías detectadas.
ICO de papel: Tipología consistida en el lanzamiento de una oferta pública, formalmente, en el mercado de criptoinversores, mediante una propuesta económica utilizando el documento denominado “White Paper” con la finalidad de poseer una apariencia que permita conseguir financiamiento. Esta oferta inicial no tiene un respaldo ni recaudación real de ningún tipo, y permite justificar los ingresos y utilidades de origen ilícito. 
Tras estas evidencias, la agencia responsable de la investigación aseguró que había una alerta de lavado de dinero en el lanzamiento del Petro, advirtiendo sobre los riesgos que acarrea para la economía nacional la imposición de la criptomoneda, ya que además de la opacidad con la que opera y las irregularidades en torno a su comercialización, se trata de una divisa digital “completamente centralizada y manipulable”.
El responsable de la investigación es Julio Cruces Carvallo, oficial de cumplimiento y es el mismo chileno que en ese entonces desmanteló el fraude de la oferta pública de petro el día 21 de febrero de 2018, advirtiendo a la comunidad y venezolanos de las irregularidades y peligros de su usabilidad.